# Трёхпалый халцид
Трёхпалый халцид (лат. Chalcides chalcides) — вид ящериц семейства сцинковых.
Длина змеевидного тела до 48 см, при этом на хвост приходится больше половины длины. Голова маленькая, шея толстая. Конечности сильно редуцированы, имеют три пальца. Верхняя часть тела желтоватого, коричневого или серого цвета. Множество широких продольных полос тянется по всему телу и хвосту.
Ареал вида простирается через территорию Италии, за исключением Альп, включая острова Сардиния, Сицилия и Эльба до северного Алжира, Ливии, Марокко и Туниса. Его типичная среда обитания — влажные, но солнечные районы с густой низкой растительностью, такие как луга, берега ручьёв, болота, травянистые склоны и живые изгороди на высоте от уровня моря до 1270 м.
Активен в дневное время, охотится в основном на насекомых. После зимней спячки ящерицы спариваются с марта по апрель. Яйцеживородящие ящерицы рождают 7 детёнышей.